# Albely Antal Ferdinánd
Albely Antal Ferdinánd, névváltozat: Albélij, Albelly, horvátul: Antun Ferdinand Albely (Varasd, 1794. január 22. – Pozsony, 1875. február 1.) jogakadémiai tanár.

## Élete
Varasdon és Zágrábban tanult, 1823-ban Pesten szerzett jogi és filozófiai doktorátust. 1819 és 1825 között görögöt tanított. Előbb zágrábi, azután 1829–1834-ig győri akadémiai tanár volt. Pozsonyban 1835–1847 közt a magyar közjog rendes tanára; 1842. március 1-jén pro-seniornak neveztetett ki. 1842. augusztus 1-jétől 1843. március 13-áig a statisztika és bányajog s az 1844–1845. tanévben a statisztika helyettes tanára volt.

## Munkái
- Encyclopaedia in juridico-politicum studium introductio quam Jaurini 1829. cum praelectionum suarum exordio servavit. Comaromii, 1830.
- Philosophiae juris praecognita. Uo. 1831.
- A lélek halhatatlanságáról. Szeged, 1836.